# Pristimantis acatallelus
Pristimantis acatallelus (Lynch & Ruiz-Carranza) 1983 una rana della famiglia Strabomantidae, endemica della Colombia.

## Distribuzione e habitat
La specie è diffusa  nella foresta pluviale della catena andina colombiana	(dipartimento di Cauca) da 2.000 a 2.600 m di altitudine.